# میلتون، کمبریج‌شر
میلتون (به انگلیسی: Milton) یک روستا و محله مدنی در بریتانیا است که در کمبریج‌شر جنوبی واقع شده‌است. میلتون ۴٬۶۷۹ نفر جمعیت دارد.